# Copris delicatus
Copris delicatus är en skalbaggsart som beskrevs av Gilbert John Arrow 1931. Copris delicatus ingår i släktet Copris och familjen bladhorningar. Inga underarter finns listade i Catalogue of Life.